# Itaporanga (kommun i Brasilien, Paraíba, lat -7,30, long -38,25)
Itaporanga är en kommun i Brasilien.   Den ligger i delstaten Paraíba, i den östra delen av landet, 1 400 km nordost om huvudstaden Brasília. Antalet invånare är 23 195.
Följande samhällen finns i Itaporanga:
- Itaporanga

Omgivningarna runt Itaporanga är huvudsakligen savann. Runt Itaporanga är det ganska glesbefolkat, med 47 invånare per kvadratkilometer.